# Милан Радин
Милан Радин (Нови Сад, 25. јун 1991) је српски фудбалер, који тренутно наступа за ТСЦ из Бачке Тополе.
Радин је у јануару 2021. добио позив вршиоца дужности селектора, Илије Столице, за учешће на турнеји репрезентације Србије, састављене претежно од фудбалера из домаће Суперлиге. Дебитовао је крајем истог месеца на пријатељском сусрету са Панамом.

## Каријера
Рођен је у Новом Саду, а одрастао је у Мошорину где је почео да тренира фудбал у локалном ФК Милетић. Касније је у млађим категоријама играо и за Борац Шајкаш и РФК Нови Сад, у којем је завршио омладински стаж. Потписао је и први стипендијски уговор са Новим Садом, након чега је прослеђен на позајмицу у Југовић из Каћа, где је током сезоне 2009/10. постигао осам погодака. Након тога је био на проби у тадашњем суперлигашу Смедереву, али није потписао уговор, па се прикључио екипи Сенте. Две сезоне је наступао за Сенту у српсколигашком такмичењу, након чега је прешао у Раднички из Нове Пазове. У зимском прелазном року сезоне 2013/14. је прешао у Младост из Лучана. Са овим клубом је на крају сезоне изборио повратак у Суперлигу Србије, па је у највишем рангу такмичења по први пут заиграо у такмичарској 2014/15.
Након што је у августу 2015. одбио да продужи уговор са екипом Младости, клуб је одлучио да га суспендује и удаљи из такмичарске екипе. У децембру исте године, Радин је добио раскид уговора са тимом из Лучана. Почетком 2016. године је био на проби у руском Арсеналу из Туле, али није потписао уговор. Убрзо након тога је потписао за Вождовац, у чијем дресу је наступао током пролећног дела такмичарске 2015/16. у Суперлиги Србије.
У јуну 2016. потписао је трогодишњи уговор са Партизаном. Прву такмичарску утакмицу у дресу Партизана је одиграо 29. октобра 2016, против Радника у Сурдулици, када је београдски клуб славио резултатом 3 : 1. Партизан је у сезони 2016/17, предвођен тренером Марком Николићем, освојио дуплу круну. Радин је током ове такмичарске године забележио 12 наступа, од чега осам у Суперлиги и четири у Купу. На почетку наредне 2017/18. сезоне, код новог тренера Мирослава Ђукића, Радин је забележио и прве наступе у међународним утакмицама. Као стартер је провео по 90. минута на терену у обе утакмице са мађарским Видеотоном, када је Партизан изборио пласман у групну фазу Лиге Европе. Током групне фазе је одиграо цео сусрет са кијевским Динамом у 2. колу, док је у последња два кола, против Скендербега и Јанг Бојса, улазио на терен у завршницама сусрета.
Крајем фебруара 2018. године, Радин је са Партизаном договорио споразумни раскид уговора како би као слободан играч потписао за казахстански Актобе. За казахстански клуб је наступао до јуна 2019, када потписује двогодишњи уговор са екипом Корона Кјелце, која наступа у пољској Екстракласи. Корона Кијелце је на крају такмичарске 2019/20. испала у други ранг такмичења, након чега је Радин напустио клуб. У завршници прелазног рока, 5. октобра 2020, Радин се вратио у српски фудбал и потписао уговор са суперлигашем Инђијом. У Инђији је провео остатак првог дела 2020/21. сезоне, након чега је у јануару 2021. прешао у Динамо из Тбилисија. Наредну годину је провео у Динаму из Батумија. У децембру 2022. је потписао за ТСЦ из Бачке Тополе.

## Статистика

### Репрезентативна
Ажурирано 31. јануара 2021.
| Србија | Србија  | Србија |
| Године | Наступа | Голова |
| ------ | ------- | ------ |
| 2021.  | 1       | 0      |
| Укупно | 1       | 0      |

## Успеси

### Младост Лучани
- Прва лига Србије (1) : 2013/14.

### Партизан
- Суперлига Србије (1) : 2016/17.
- Куп Србије (1) : 2016/17.